# Via de' Bardi
Via de' Bardi è una via della zona di Oltrarno a Firenze, che va da piazza de' Mozzi a via Guicciardini, con tracciato irregolare, apertura alla veduta del fiume Arno all'altezza di piazza di Santa Maria Soprarno e ripresa tra gli edifici fino alla prossimità del capo di Ponte Vecchio. È una via stretta e lunga che scorre parallela al Lungarno Torrigiani e sulla quale si affacciano numerosi palazzi nobiliari, chiese ed edifici storici. Si innestano lungo il suo percorso la piazza di Santa Maria Soprarno, la costa Scarpuccia e la costa del Pozzo. 

## Storia

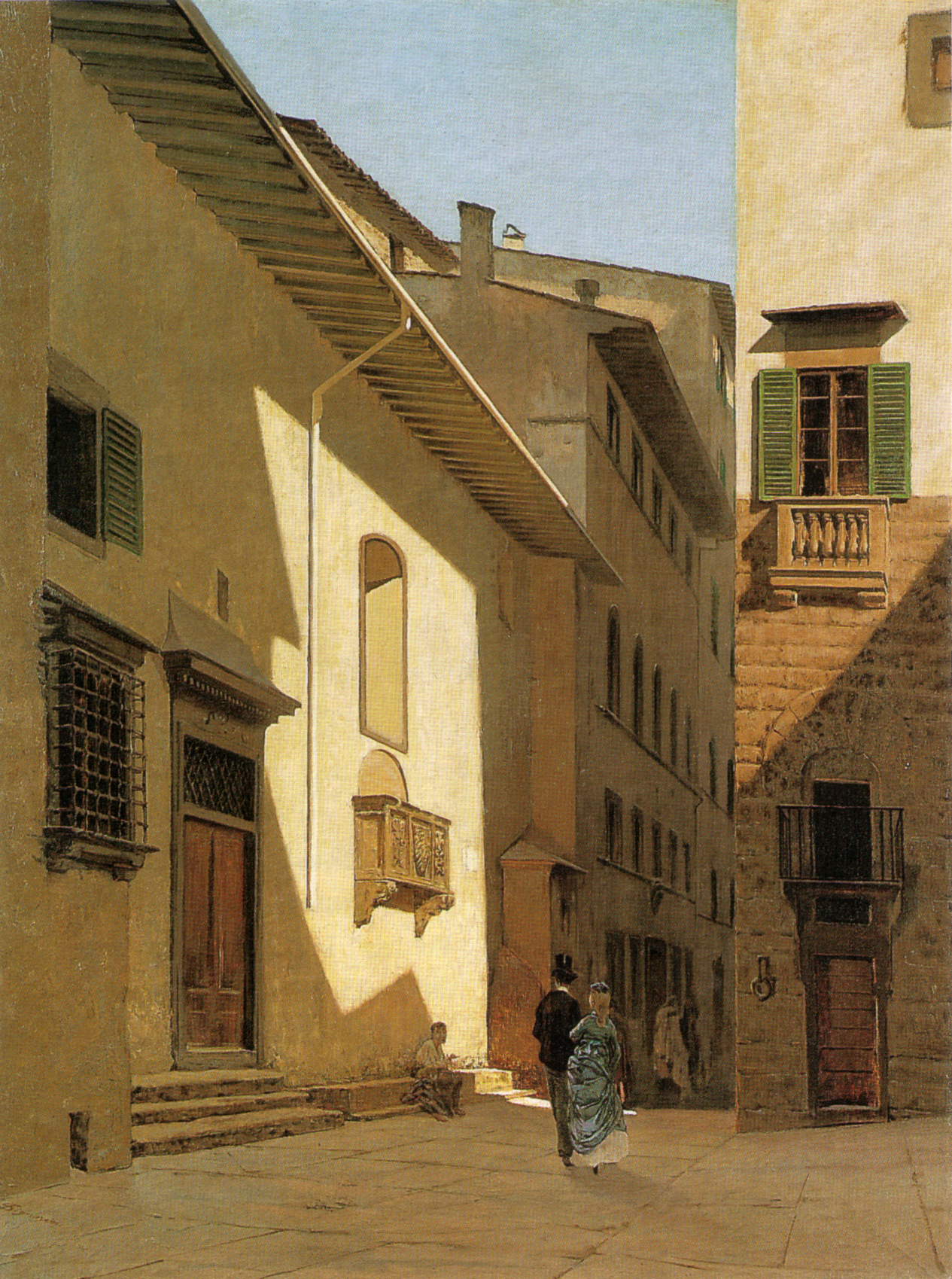
La chiesa di Santa Maria soprarno (o dei Bardi) prima della demolizione in un dipinto di Telemaco Signorini

### Origini
La strada è antichissima, segue il tracciato della Via Cassia Nuova, ed era una delle tre vie che si irradiavano dall'attraversamento fluviale sul ponte Vecchio, lungo le quali si allineavano le modeste case degli immigrati dal contado che vivevano fuori dalle mura ("vile gente" la chiama Giovanni Villani) ed erano dette "borghi": il borgo San Jacopo verso ovest, il borgo di Piazza verso sud e, documentato almeno dal 1188, il borgo Pidiglioso ("pidocchioso"), che poi sarà detto via de' Bardi. Questo antico nome era dovuto alla miseria e alla sporcizia dei propri abitanti. Descrivendolo, Benedetto Varchi, nelle sue Storie fiorentine (1527-1530), ricordava ancora a Cinquecento inoltrato il significato della denominazione, che si era imposta proprio "per lo essere egli abitato da gentucche e persone più che di bassa mano".

### Inclusione nelle mura
Di questa antica storia di miserie oggi sembra non esservi più traccia, non fosse per la presenza di nobili palazzi a fianco di più modeste case, che è cosa tuttavia sufficientemente tipica dei tessuti urbani di antico impianto e particolarmente di Firenze. Sicuramente un primo miglioramento risale all'inclusione nelle mura cittadine del 1282-1333, al cui riparo fu possibile la costruzione di alcuni edifici più solidi e articolati. Proprio per la presenza di case, torri e palazzi della potente e antica famiglia dei Bardi, una delle più ricche famiglie di banchieri fiorentine, il borgo ha assunto poi l'attuale denominazione. 
Il palazzo più importante della via è il palazzo Capponi da Uzzano, al numero 36, fatto costruire da Niccolò da Uzzano nella prima metà del Quattrocento, su progetto forse di Lorenzo di Bicci. È detto anche Capponi "delle Rovinate", prendendo il nome dalle continue frane che interessarono la collina soprastante: il Baldinucci ne ricorda una nel 1284, a cui seguirono quella del 1490 e quella, ben documentata, del 1547 in cui crollarono ben 18 case e che indusse Cosimo I a proibire di costruire su quel versante della strada (si veda la lapide ancora qui esistente datata 1565). In quell'ultimo smottamento si salvò miracolosamente un fanciullo che venne poi preso in cura e fatto studiare a spese del duca: si trattava del futuro architetto di corte Bernardo Buontalenti.
Poco lontano il palazzo Canigiani, o degli Ilarioni, fu fatto edificare, secondo la tradizione, da Michelozzo sopra le mura di un antico ospedale, dedicato a santa Lucia, eretto nel 1283. 
La chiesa di Santa Lucia dei Magnoli è pure molto antica, ma l'aspetto attuale risale soprattutto ai rifacimenti del 1584 e del 1732. Davanti alla chiesa un tabernacolo del 1956 ricorda l'arrivo in città di san Francesco d'Assisi: qui esisteva un ospedale per gli infermi nel quale si fermò a pregare e a dare aiuto. Altre targhe ricordano residenti famosi: al 12 Giovanni Papini e al 16 Francesco Redi.

### Otto e Novecento

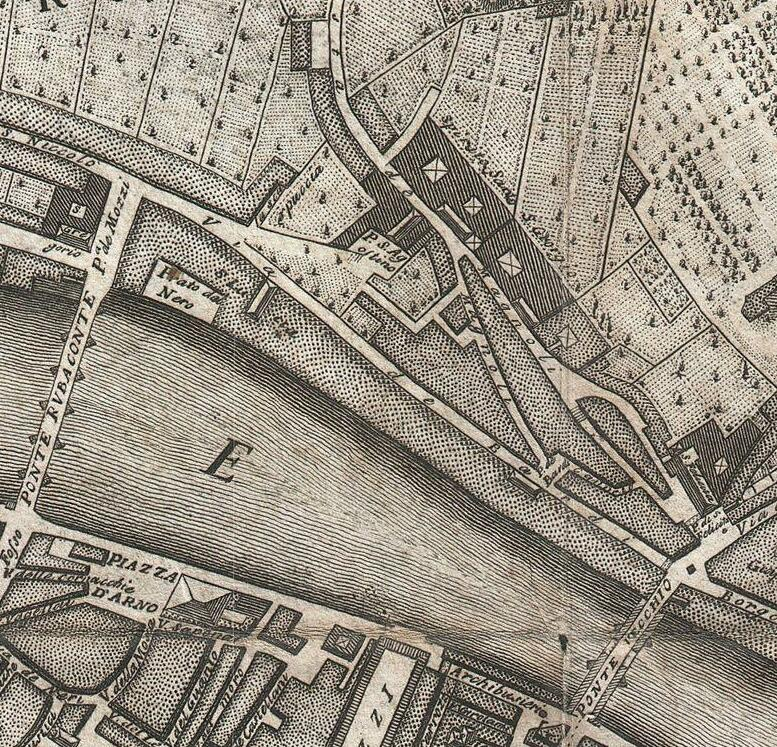
La zona di via de' Bardi prima delle trasformazioni otto-novecentesche, nella pianta di Ferdinando Ruggieri del 1847

Per quanto non coinvolgendo direttamente la via, l'apertura del lungarno a seguito del piano di ingrandimento della città di Firenze stilato da Giuseppe Poggi nel 1864 e messo in atto nel decennio seguente, comportò il rovesciamento verso il fiume degli ingressi principali dei palazzi che la costeggiano, trasformando via de' Bardi in un asse viario secondario. 
Ancor più traumatiche le vicende relative all'ultimo tratto dopo piazza di Santa Maria Soprarno, che un tempo proseguiva senza soluzione di continuità con altri nobili edifici e che, distrutto dallo scoppio delle mine poste dall'esercito tedesco in ritirata nella notte tra i 3 e il 4 agosto del 1944, è stato ricostruito tra gli anni Cinquanta e i primi del decennio successivo con un significativo ampliamento della carreggiata, e che ora ha carattere moderno, almeno fino alla torre dei Mannelli che segna con la sua mole la fine della strada, rimandando nuovamente alle antiche origini del luogo.

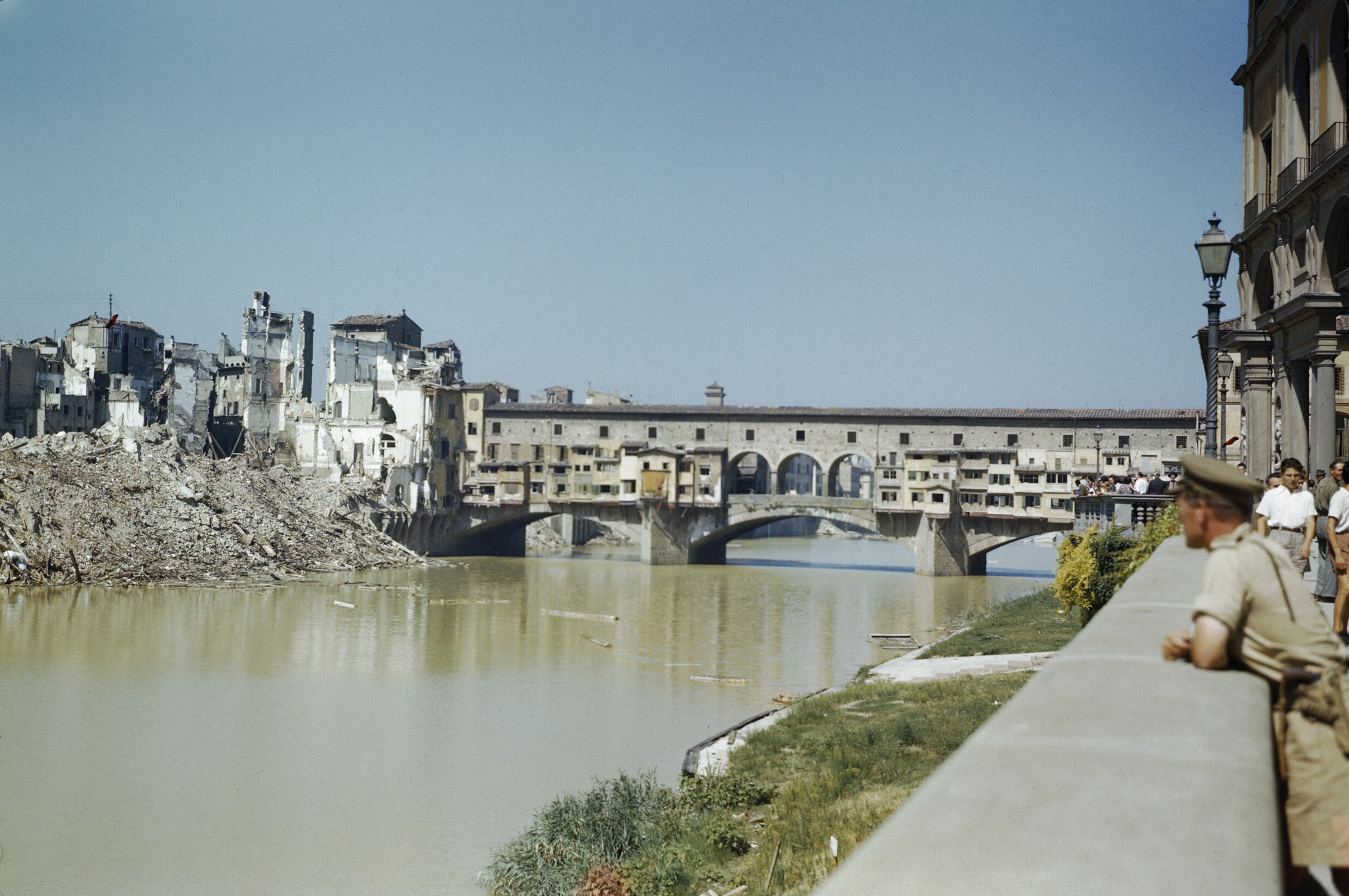
Le macerie di via de' Bardi presso il ponte Vecchio nel 1944

Oltre all'evidente differenza tra il primo e il secondo tratto in ragione della diversa età delle fabbriche, è ugualmente percepibile come la strada sia composta da due diverse realtà, vuoi per lo slargo che la divide in corrispondenza della piazza di Santa Maria Soprarno, vuoi soprattutto, per il diverso flusso di traffico, oltremodo intenso per il passaggio di veicoli e pedoni in prossimità del Ponte Vecchio, tanto da far sentire questo come logica prosecuzione del lungarno Torrigiani. Marca ulteriormente la differenza la diversa pavimentazione della carreggiata, asfaltata nel tratto terminale, lastricata nella porzione antica che, per la presenza di memorie e insigni architetture, è da considerare di eccezionale valore storico e artistico.
In una cantina sita al civico 32 si costituì, nell'ottobre 1980, il gruppo musicale Litfiba (il nome sarebbe il codice del Telex di quella sala prove, dove "ba" stava il nome della via "Bardi").
Nel 2017 venne sistemata un'ampia isola pedonale in corrispondenza dell'incontro col lungarno, scenograficamente affacciata sull'Arno e decorata dalla statua del San Giovanni Battista di Giuliano Vangi (qui da 2000); tale slargo viene a volte confuso con la più piccola piazza di Santa Maria Soprarno, che invece si estende tra l'ingresso di palazzo Tempi e le scalinate che portano a Costa San Giorgio. La via de' Bardi si concludeva alla torre dei Mannelli, ma dal 2019 quell'ultimo slargo è stato rinominato "piazzetta Salvatore e Wanda Ferragamo".

## Descrizione

### Edifici
| Immagine | N°       | Nome                                   | Descrizione |
| -------- | -------- | -------------------------------------- | --- |
|          | 6        | Palazzo Lensi Nencioni                 | L'edificio ha una storia strettamente legata a quella del palazzo Nasi, contiguo su piazza de' Mozzi e, nella sua attuale configurazione, è databile tra la fine del Quattrocento e gli inizi del secolo successivo. Su questo lato fu l'abitazione del giovane scrittore Giovanni Papini tra il 1909 e il 1910, e non come riportato in altre fonti al n. 12. |
|          | 1r       | Complesso Bardini                      | Qui si trova uno degli accessi agli spazi attualmente fruibili del grande complesso già proprietà dei Mozzi e quindi di Stefano Bardini, col retrostante giardino Bardini a terrazze panoramiche. |
|          | 12-14    | Case Villoresi                         | L'edificio al 12, di belle e misurata proporzioni (quattro piani organizzati su altrettanti assi), appare decisamente rappresentativo della tradizione architettonica fiorentina rinascimentale, nella quale una struttura sostanzialmente cinquecentesca si armonizza con inserti del secolo successivo, quali sono le due finestre inginocchiate che timbrano il piano terreno. Restaurato poco prima del 1977, anno in cui Bargellini e Guarnieri compilavano il loro repertorio, è stato nuovamente interessato da un intervento avviato nel 2009, poco dopo chiuso per indagini su presunti abusi edilizi, quindi chiuso per quanto concerne gli esterni nel 2011 (e proseguito per numerosi anni a interessare gli spazi interni con direzione dei lavori dell'architetto Ilaria Carapelli) che ne ha ulteriormente valorizzato il disegno. Dal giugno 2019 in questi stessi spazi interni è stato inaugurato il Museo Villoresi del profumo (nelle cantine di età medievale era il primo laboratorio del maestro profumiere fiorentino Lorenzo Villoresi). Relativamente alla forca che si determina con costa Scarpuccia, nel 1956, il Comitato per l'Estetica Cittadina pose sul muro a retta del giardino, un tabernacolo, con una terracotta dello scultore Prospero d'Assisi. La casa al 14 si mostra in continuità e venne unificata a questo edificio tra Seicento e Settecento.. Sul fronte è una memoria che ricorda come qui avesse abitato negli ultimi anni della sua vita "Nello Niccoli, 1890-1977 (...) che guidò nell'agosto del 1944 la vittoriosa battaglia per la liberazione di Firenze".                                |
|          | 9-11     | Palazzo                                | Il palazzo si sviluppa per quattro piani organizzati su cinque assi, il piano terreno con un paramento in pietra al centro del quale è il grande portone ad arco incorniciato da bozze di pietra liscia, i piani superiori con le finestre sempre ad arco allineate lungo il marcadavanzale e su superfici a intonaco lavorate a finto bugnato. Si tratta di un bell'edificio databile alla seconda metà dell'Ottocento, certamente eretto su ben più antiche preesistenze e comunque, nel suo insistito rimandare alla tradizione architettonica cinquecentesca (come nella gronda alla fiorentina con il suo vistoso aggetto), assolutamente in sintonia con la teoria di edifici che gli si affiancano, in un punto della via particolarmente suggestivo, contrassegnato dalla salita di costa Scarpuccia. Ad arricchire il fronte sono tre fasce a graffito collocate al di sotto dei ricorsi, ciascuna con diversi motivi: nel primo sono leoni alati e al centro un'alzata di frutta, nel secondo un tralcio ondulato con fiori e palmette, nel terzo (il meglio conservato indipendentemente dal recente restauro) motivi zoomorfi intervallati da palmette esplose e calici biansati. Anche lo spazio tra le finestre dell'ultimo piano doveva ospitare motivi graffiti, come suggerisce una sagoma superstite all'estrema sinistra. Nell'ampio androne con la volta dipinta a cassettoni si vede una lunetta con al centro un tondo con un'arme familiare in monocromo, segnato da una cicogna e tre stelle. I prospetti sono stati oggetto di restauro tra il 2020 e il 2021.                                                             |
|          | 16       | Casa                                   | La casa (tre assi per tre piani più un mezzanino) mostra al piano terreno tracce dell'antica struttura trecentesca ed è stata indicata da Gian Luigi Maffei (1990) come esemplificazione delle trasformazioni subite nel tempo da una tipica casa corte mercantile: "in questa i residui dei pilastri dei due fornici a bozze rustiche al piano terra, la presenza di un mezzanino tra il piano terra e il primo piano, la profonda diversità tra piano terra e il paramento sovrastante tardo quattrocentesco fanno intuire la stesura originaria che doveva presentare al piano terra una loggia aperta e sovrastante sbalzo su puntoni lignei". La parte tergale è caratterizzata dalla presenza di un loggiato al piano terreno, con volte e crociere sorrette da colonne. Alcuni ambienti interni presentano strutture voltate su peducci in pietra. Dell'edificio si conoscono solo le vicende più recenti: proprietà della famiglia Lusini fu da questa lasciato in eredità all'Ente Comunale di Assistenza (E.C.A.) e quindi, dopo lo scioglimento dell'ente avvenuto nel 1978, pervenne al Comune di Firenze che, nell'ambito di un programma di alienazione, lo ha venduto a privati nel 2006. Una memoria sul fronte ricorda come qui avesse nel 1672 dimorato il medico, naturalista e poeta Francesco Redi (1626-1698). Più recentemente (2020) è stata apposta una ulteriore targa a ricordare come nell'edificio fosse vissuto e morto Salvatore Battaglia (1843-1900), fondatore della Società Democratica Internazionale. L'edificio è tutelato da vincolo architettonico dal 2004.                                                |
|          | 20       | Casa della Chiesa Evangelica Luterana  | Erano qui in origine due case medievali, acquistate nel 1900 dal pastore Lessing quale sede per la comunità evangelica luterana di lingua tedesca. Eretta entro il 1901 la chiesa su progetto dell'architetto Riccardo Mazzanti, orientata con la facciata verso il lungarno Torrigiani, tra il 1914 e il 1915 e successivamente, dopo la parentesi bellica, tra il 1921 e il 1922, anche queste case furono interessate da una radicale ristrutturazione, finalizzata ad accogliervi alcuni servizi sociali, la scuola tedesca e, per un periodo, anche il consolato. Autore dell'intervento fu l'architetto Carlo Böcklin, figlio del noto pittore svizzero Arnold, che, in sintonia con quanto già fatto per la chiesa, si ispirò a forme rigorosamente neomedievali. Nell'ambito di questi lavori è da collocare anche l'insegna a mandorla in pietra della comunità evangelica tedesca posto ai lati della porta d'ingresso, rielaborazione di un giglio fiorentino da cui emerge la Croce. Sempre a Carlo Böcklin si deve il vestibolo d'ingresso e la sistemazione del prospetto sul cortile interno a ridosso dell'abside. Si segnala come sul fronte (tre assi sviluppati per tre piani più un mezzanino) vi sia un piccolo scudo con armi di parentela nelle quali appare l'elemento araldico della ruota, forse riferibile alla famiglia Nasi, che in questa zona ebbe molte case e proprietà. L'edificio è tutelato da vincolo architettonico. |
|          | s.n.     | Chiesa di Santa Lucia dei Magnoli      | La chiesa è fra le più antiche chiese fiorentine d'Oltrarno, fondata nel 1078 dal cavalier Uguccione Della Pressa, che qui, sull'Arno, aveva i propri mulini. Alla morte di questi, la chiesa fu portata a compimento dal figlio Magnolo, e amministrata dai suoi discendenti, per cui fu chiamata dei "Magnoli". In seguito il patronato della chiesa passò al monastero benedettino di San Miniato al Monte, poi alla diretta autorità del vescovo di Firenze e nel 1421 a Niccolò da Uzzano. Originariamente in stile romanico, poi gotico, fu ristrutturata nel Rinascimento e riconsacrata il 1º maggio 1584. Ulteriori modifiche si ebbero nei secoli successivi. La facciata è decorata da una lunetta in terracotta invetriata raffigurante Santa Lucia fra due angeli, opera di Benedetto Buglioni (1510-1520 ca.). All'interno conserva opere di Pietro Lorenzetti, Jacone, Francesco Curradi e altri. Si trova invece agli Uffizi la celebre Pala di Santa Lucia de' Magnoli di Domenico Veneziano (1445), eseguita per questa chiesa. |
|          | 28-30-32 | Palazzo Canigiani                      | In questa zona erano nel Trecento varie proprietà della famiglia Bardi. Nel 1452 un ramo della famiglia, per poter accedere alle pubbliche cariche della Repubblica Fiorentina, si fece di popolo con il nome di Larioni (o Ilarioni). A seguito della bancarotta della famiglia la proprietà fu venduta nel 1469 a Giovanni di Antonio Canigiani. Nonostante la sua imponenza, nell'Ottocento il palazzo fu essenzialmente citato, sulla scorta delle notizie pubblicate da Marco Lastri, in relazione al fatto che della famiglia Canigiani era la madre di Francesco Petrarca, tacendo sugli aspetti architettonici, in alcuni casi indicati come assolutamente privi di pregio. Alla stessa stregua è da considerare la fortuna del palazzo dovuta al fatto che George Eliot immaginò qui la casa di Romola, nel fortunato romanzo omonimo. |
|          | 34       | Casa Canigiani                         | Chiusa tra i due grandi palazzi (e con ogni probabilità sorto a saturare lo spazio che originariamente divideva le fabbriche), la casa al n. 34 della via non ha avuto particolare notorietà e non è stato oggetto di studi specifici. Secondo il decreto che lo ha sottoposto a vincolo architettonico si tratta di un "notevole edificio le cui origini si possono far risalire almeno al XV secolo (tranne nella zona del piano terreno). Importante l'ingresso a volte su peducci ionici. La facciata ha subito una dignitosa trasformazione nel secolo XVIII e, per l'ultimo piano, nel XIX. Sul lungarno Torrigiani pittoresco è l'affacciamento su di una corte giardino. Si tratta di una dipendenza dei due palazzi Capponi che lo fiancheggiano". Lavori di restauro alla copertura e alla facciata sul lungarno Torrigiani sono stati effettuati nel 2002-2003, mentre dal 2007 sono interessati i vani interni della porzione che guarda a via de' Bardi. |
|          | 17       | Palazzetto Canigiani                   | Si tratta di un grande edificio nato dall'unione di varie presistenze, come dimostra l'aspetto disomogeneo della facciata, con parti in bugnato sulla porzione destra, un portale baroccoi con mascherone al centro e con una grata con lo stemma Canigiani, e due rimesse carraie sulla sinistra; più omogenei i piani superiori con nove assi di finestre centinate sui due piani superiori, sottolineate da marcadavanzali. Se l'interno è illuminato solo da due piccoli cortili nella parte orientale, il palazzo è abbellito da un ampio giardino con aiuole geometriche, raggiungibile sul retro tramite un cavalcavia oltre via del Canneto. |
|          | 21       | Palazzo Defilla                        | La denominazione indicata è relativamente recente e l'edificio, apparentemente, non sembra aver lasciato nessuna traccia nella letteratura. Tuttavia le caratteristiche del fronte su via de' Bardi, nonostante i molti rimaneggiamenti, lo indicano come risalente al Trecento o al primo Quattrocento (almeno per quanto riguarda l'impianto originario), comunque precedente alla rovinosa frana che interessò la zona nel 1547. La facciata in pietraforte, in filari di elementi squadrati, è scandita da quattro aperture ad arco alla fiorentina (a sesto ribassato all'intradosso e a sesto acuto all'estradosso) a piano terra, da cinque finestre rettangolari, di cui quattro piccole e una grande all'estrema destra al piano primo, e da cinque finestre con arco ribassato e marcadavanzale al secondo e al terzo piano, il tutto coronato da una gronda alla fiorentina di particolare aggetto. Il quinto asse a destra, come indicano il maggior numero di aperture e le molte integrazioni del parato, è quello che ha subito maggiori trasformazioni. Oltre l'androne di ingresso è un cortile, a pianta irregolare sul quale, sul lato sud, è un portico a due arcate sorretto da pilastri ottagonali con capitelli corinzi. Negli interni sono stati recuperati porzioni di decorazione trecentesche. Qui ebbe per un certo periodo, nel secondo decennio del Novecento, studio ed abitazione il pittore Ottone Rosai. L'edificio è tutelato da vincolo architettonico dal 1937. |
|          | 36-38    | Palazzo Capponi delle Rovinate         | Costruito per Niccolò da Uzzano da Lorenzo di Bicci, il grande palazzo presenta all'esterno, su via de' Bardi, i caratteri dell'architettura tardogotica, con un severo bugnato fino al primo piano e file irregolari di monofore. Non mancano però alcuni elementi innovativi che prenderanno il campo nel periodo rinascimentale, come la pianta regolare, più o meno quadrata, sviluppata attorno a un cortile centrale. Quest'ultimo viene ritenuto il primo cortile rinascimentale conosciuto, con graffiti in parte risalenti agli anni Cinquanta del secolo XV e portici su ogni lato, oggi tamponati su due lati e chiusi da una loggia sul terzo nel XVIII secolo; i pilastri ottagonali hanno una forma fortemente slanciata, con i capitelli decorati da foglie stilizzate (assai ridotte di numero e molto geometrizzate), sui quali poggiano le volte a crociera: gli elementi sono medievali, ma l'armonia dell'insieme esprime già in embrione la sensibilità rinascimentale. |
|          | 42       | Casa Del Nero                          | Si tratta di un esteso edificio evidentemente da mettere in relazione con qualche palazzo ugualmente affacciato sul lungarno Torrigiani. La segnalazione vale per la presenza, al terreno, di un accesso con architrave decorata che sembra possa essere messa in relazione con una nota presente nel volume sul Ghetto di Firenze di Guido Carocci (1886): "... Rammenterò qui; perché mi torna opportuno, come lo rammentai sul mio libro intitolato Mercato Vecchio di Firenze, un ricordo che figura tra gli spogli preziosissimi di Leopoldo Del Migliore. Nel 1581, nello affondare un antico pozzo in piazza della Luna, posta dietro all'antica chiesa di Santa Maria in Campidoglio, si rinvennero: una bella testa di statua romana, dei frammenti di ornati ed un fregio bellissimo che il sig. Carlo Del Nero fece poi collocare all'esterno di una sua casa in via de' Bardi, vicino al palazzo Capponi; e tuttora vi si vede...". |
|          | 44       | Casa                                   | L'edificio è segnalato nel repertorio di Bargellini e Guarnieri (1977) per i resti di una torre anticamente della famiglia Bardi. Non è specificata la fonte di questa notizia, e tuttavia il tratto si presenta come un compatto corpo di fabbrica, stretto e alto, con sole due finestre che si stagliano sull'ampia superficie intonacata, e con nella parte inferiore il profilo di un imponente arco a sesto acuto in conci di pietra, a indicare la più che plausibile presenza di un'antica torre, posta praticamente di fronte all'altra torre Bardi ubicata al numero 23. Esternamente nessun altro elemento di pregio, essendo la porzione parte di un più ampio edificio che ha il fronte principale sul lungarno Torrigiani 33, interamente riconfigurato nella seconda metà dell'Ottocento. L'edificio è stato oggetto di un intervento di recupero e ritinteggiatura del prospetto tra 2011 e 2012. |
|          | 23-25    | Palazzo Piccolomini                    | L'edificio si presenta con ogni evidenza come frutto dell'aggregazione di due case di fondazione duecentesca, di cui una, a sinistra, riconosciuta dalla letteratura come antica torre dei Bardi. Nel Cinquecento, quando la proprietà era ancora della famiglia, l'insieme fu unificato e riconfigurato nei termini attuali, come palazzetto nobiliare. La denominazione tradizionale, palazzo Piccolomini, è legata al passaggio della proprietà alla nota famiglia senese, che tuttavia non è chiaro quando si debba datare. Agli inizi del Novecento l'edificio era sicuramente dei Guidotti che, nel 1932, presentarono un progetto per tornare a isolare visivamente la torre, demolendo gli intonaci del fronte: pur essendo stato approvato dalla Soprintendenza il progetto sembra non aver avuto poi seguito. Un più recente intervento di restauro alla facciata è stato eseguito nel 2004. Per quanto riguarda la trecentesca storia d'amore che tradizionalmente è legata al palazzo (così come a quello Tempi di piazza Santa Maria Soprarno), con protagonisti Ippolito dei Buondelmonti e Dianora de' Bardi. Attualmente l'edificio è in parte occupato dalla American Orthodox Catholic Church. L'edificio appare nell'elenco redatto nel 1901 dalla Direzione Generale delle Antichità e Belle Arti, quale edificio monumentale da considerare patrimonio artistico nazionale, ed è tutelato da vincolo architettonico dal 1914. |
|          | 31-33    | Palazzo                                | Difficile non immaginare in antico, anche qui, una proprietà della famiglia Bardi, tanto questo tratto di via è segnato dalle memorie del nobile casato. L'edificio che oggi si presenta già aperto alla luce del lungarno, mostra tuttavia caratteri riconducibili ai primi decenni del Quattrocento, con il terreno caratterizzato da sette ampie arcate con cornici in pietra, in parte integrate e tutte tamponate a definire le nuove aperture ai vari fondi esistenti al piano, così come l'ingresso del palazzo, con un ampio androne e quindi una scala che distribuisce le unità immobiliari dei tre piani soprastanti. Tutta la parte inferiore del fronte, fino al marcadavanzale delle finestre del primo piano, presenta un bugnato liscio, in buona parte integrato in malta e quindi tinteggiato. Superiormente la facciata presenta sette assi di finestre riquadrate da semplici cornici in pietra regolarmente distribuite su una superficie trattata a intonaco ma che lascia a vista alcune porzioni con antichi elementi in pietra. A fianco della porta segnata con il numero 31 è una buchetta per il vino e, al di sopra, un piccolo scudo con arme congiunta Cardini-Bardi con il capo dell'ordine di Malta. La fattura dello scudo è relativamente moderna e forse risale al primo Novecento, periodo nel quale è presumibilmente da collocare un intervento di restauro e riconfigurazione del palazzo in senso neomedioevale, con l'inserimento dei ferri da cavallo a M rovesciata, il nuovo disegno del portoncino al numero 31 e le ampie integrazioni degli archi e del bugnato a cui prima si è fatto riferimento. |
|          | s.n.     | Palazzo                                | Analogamente ad altri palazzi vicini affacciati sul lungarno Torrigiani, questo edificio presenta un prospetto ottocentesco, databile agli anni 1870, di cinque piani su cinque assi, che si ripete però anche sullo sprone dove convergono il lungarno e via de' Bardi (due assi) e in forma semplificata sul retro (altri cinque assi). |
|          | 35-37    | Palazzo Tempi                          | In questa zona avevano numerosi possedimenti la famiglia Bardi e, probabilmente attraverso la dote di Contessina de' Bardi, alcuni edifici pervennero a Cosimo de' Medici e poi ai suoi nipoti Lorenzo e Giuliano. Dopo alcuni passaggi di proprietà la casa, che non aveva ancora le fattezze di un apalzzo, fu vendutaagli Antinori, che le diedero le fattezze di vero e proprio palazzo, anche se la famiglia lo tenne per poco. Agli inizi del Seicento a Belisario Vinta, primo ministro del governo granducale, che fece apporre il busto di Cosimo II in facciata. Dal 1847è dei marchesi Bargagli Petrucci. La maggiore particolarità del palazzo è senz'altro l'arco che attraversa la facciata permettendo l'accesso alla strada della costa dei Magnoli. All'interno sono conservati vari saloni affrescati da Pier Dandini, Giovanni Camillo Sagrestani, Matteo Bonechi e Ranieri del Pace. |
|          | 46-48    | Casamento delle Assicurazioni Generali | Si tratta di un grande edificio che introduce a quest'ultimo tratto della via e che determina sia la quinta di fondo della piazza di Santa Maria Soprarno, sia il lungo affaccio su questo lato del fiume Arno, in prossimità del Ponte Vecchio. Fu eretto su progetto di Italo Gamberini in un'area minata e completamente rasa al suolo dalle truppe tedesche in ritirata nell'agosto del 1944, nel luogo dove precedentemente insisteva un palazzo quattrocentesco già della famiglia Canigiani e poi passato ai Masetti e quindi ai Dainelli da Bagnano. Il disegno dei fronti dell'attuale casamento, seppure variamente articolato a restituire l'idea di un originario tessuto medievale, è oltremodo semplice, qualificandosi unicamente per il rivestimento a filaretto di pietra al piano terreno, peraltro oltremodo basso. I cinque piani superiori si propongono come larghe superfici intonacate su cui si dispongono finestre rettangolari di diverse dimensioni, profilate da listre di pietra forte. In asse all'ingresso segnato col n. 48 è un corpo più articolato e sviluppato per nove piani (in parte aggettante con terrazzini), a richiamare il volume di una torre. Dal lato che guarda a piazza di Santa Maria Soprarno è una grande terracotta con il leone alato di San Marco, firmata C. Fiumi, in questo caso in riferimento alle Assicurazioni Generali di Venezia proprietarie dello stabile. |
|          | s.n.     | Casamento                              | Con ingresso su vicolo del canneto 2, si affaccia qui un casamento moderno a cinque piani, organizzato per quanto riguarda il prospetto principale che guarda a via de' Bardi su sette assi, costruito tra la fine degli anni cinquanta e i primi anni sessanta del Novecento nella zona distrutta dalle truppe tedesche in ritirata nell'agosto del 1944. Si caratterizza per un terreno tutto parato a filaretto in pietra su cui si impostano mensole ugualmente in pietra che sostengono (su tutti e quattro i fronti) sporti di breve aggetto. Anche le cantonate presentano notevoli bozze di pietra per quasi tutta l'altezza dell'edificio, di modo che è evidente la volontà di rimandare a una tradizione antica. In effetti qui sorgeva, prima delle distruzioni della guerra, un palazzo del Cinquecento "con bel cortile con capitelli a delfini" che era stato originariamente della famiglia Bardi e che poi era pervenuto agli Ambron. Qui, tra l'altro, era morto nel 1897 Teodulo Mabellini, al tempo celebre musicista, il che aveva favorito ulteriori segnalazioni nelle guide del tempo. Rimandando a questi precedenti probabilmente fu in parte pensato l'attuale edificio che, tra l'altro, sembra conservare dal lato del vicolo del Canneto alcuni tratti di muratura effettivamente antica, o comunque realizzata con materiale recuperato dalle macerie. |
|          | 39       | Casamento                              | L'edificio, di carattere moderno, presenta su via de' Bardi un prospetto di cinque assi su sei piani, risolto in termini molto simili agli altri edifici circostanti, tutti sorti a partire dagli anni cinquanta del Novecento dopo le distruzioni belliche. Qui (a occupare anche lo spazio che ora vede tracciata costa del Pozzo, aperta solo negli anni cinquanta), era un palazzo con caratteri dei primi del Quattrocento di proprietà della famiglia Mannelli, che in questa zona si era fortemente radicata, poi passato ai Capponi e quindi agli Sgheri. |
|          | 50       | Casa                                   | La casa presenta un fronte alto e stretto, a due assi per sette piani più un mezzanino, con una linea di ampie finestre e, a fianco, di stretti balconi: fu costruita come gli altri edifici circostanti tra la fine degli anni cinquanta e i primi anni sessanta del Novecento in questa zona distrutta dalle mine. Pur nelle sue linee moderne la realizzazione (ad eccezioni di quei segni indubbiamente legati a un diverso concetto dell'abitare, come nel caso dei balconi), cercò di richiamare profili e articolazioni dell'antico spazi urbano, così come avviene per tutti gli altri edifici nuovi dell'area. In questo caso è evidente il richiamo al tema della torre, già presente nell'edificio che precede questo (ai numeri civici 46-48). In effetti, prima delle distruzioni, insisteva qui una torre medievale e una casa già della famiglia Bardi. Come informa la letteratura, appartenne all'arch. Giuseppe Salvietti che vi dimorò nell'anno 1800; pervenuta poi all'avvocato Alessandro Rivani, questi ne aveva concesso gratuitamente una porzione, comprendente la sua scelta biblioteca, per le adunanze dell'Accademia Colombaria. |
|          | s.n.     | Santa Maria de' Bardi                  | La chiesa, oggi scomparsa, risaliva almeno al 1181, ed era stata ricostruita nel 1210 grazie ai finanziamenti della famiglia Bardi, ed era una delle più antiche parrocchiali cittadine. Amministrata dai religiosi del santuario della Madonna dell'Impruneta, aveva all'esterno il sarcofago di messer Andrea de' Bardi del 1342 (citato in una novella del Sacchetti, e oggi conservato al Museo del Bargello), e all'interno conservava una tela dell'Empoli con la Madonna dell'Impruneta. Fu soppressa il 13 maggio 1785 e l'edificio venne demolito nel 1869 all'epoca dell'ampliamento dei lungarni. |
|          | 45-47-49 | Ex Cinema Arlecchino                   | Era qui un palazzo già facente parte dei beni che la famiglia Canigiani aveva nella zona, segnalato da Augusto Garneri nel 1924 come palazzo Ciampi e ricordato per essere stato l'abitazione, negli anni di Firenze Capitale, di Napoleone Giuseppe Carlo Paolo Bonaparte, soprannominato "Plon-Plon" (consorte dal 1856 della principessa Clotilde di Savoia, figlia di Vittorio Emanuele II). Distrutto durante la guerra come gli altri edifici della zona, l'attuale edificio, completato su progetto dell'architetto Nino Jodice nel 1959, non mostra esternamente elementi di particolare pregio, e la sua limitata fortuna è stata unicamente legata alla presenza, negli ambienti terreni, del cinema Arlecchino, noto per la ricca decorazione interna, eseguita contemporaneamente alla realizzazione del locale, da vari artisti, tra cui Vinicio Berti, Mila Malvezzi, Silvio Loffredo, Mario Mariotti, Marcello Guasti e altri. |
|          | 56-58-60 | Casamento                              | Si tratta di uno dei casamenti post-bellici, in questo caso su progetto dell'architetto Nino Jodice, con un cantiere conclusosi nel 1951. Il fronte principale (cinque assi organizzati su sette piani) non presenta elementi di particolare caratterizzazione (e forse questo è un pregio vista la zona dove si inserisce), non fosse per il paramento a filaretto di pietra che riveste il terreno, peraltro comune a molte delle realizzazioni di quegli anni e non solo nell'area delle ricostruzioni. Interessante invece lo slargo definito in prossimità della torre dei Mannelli, funzionale a lasciare a vista uno dei lati della fabbrica medievale, chiuso dal lato dell'Arno e tuttavia al terreno fornito di un ampio affaccio sul fiume, originariamente libero e accessibile, secondo una soluzione ugualmente riproposta in forma più ampia nell'edificio che, dall'altro lato del ponte, determina il primo tratto di borgo San Jacopo (ai numeri 2r-16r), sempre dovuto a un progetto dello stesso Jodice. |
|          | s.n.     | Arco del Corridoio Vasariano           | Questa porzione fu totalmente distrutta per isolare il Ponte Vecchio e formare con le macerie una barriera al passaggio. La ricostruzione fu diretta dalla Soprintendenza ai Monumenti e vide la chiusura del cantiere nel 1950: per consentire l'ampliamento della sede stradale si decise tuttavia di arretrare e ampliare la luce dell'arco di quattro metri rispetto alla dimensione originaria. L'impiego nell'opera di malta cementizia a presa rapida comportò l'apparire in breve tempo di crepe che necessitarono di un intervento di consolidamento attuato nel 1971 con la direzione dell'architetto Nello Bemporad. |

### Monumenti

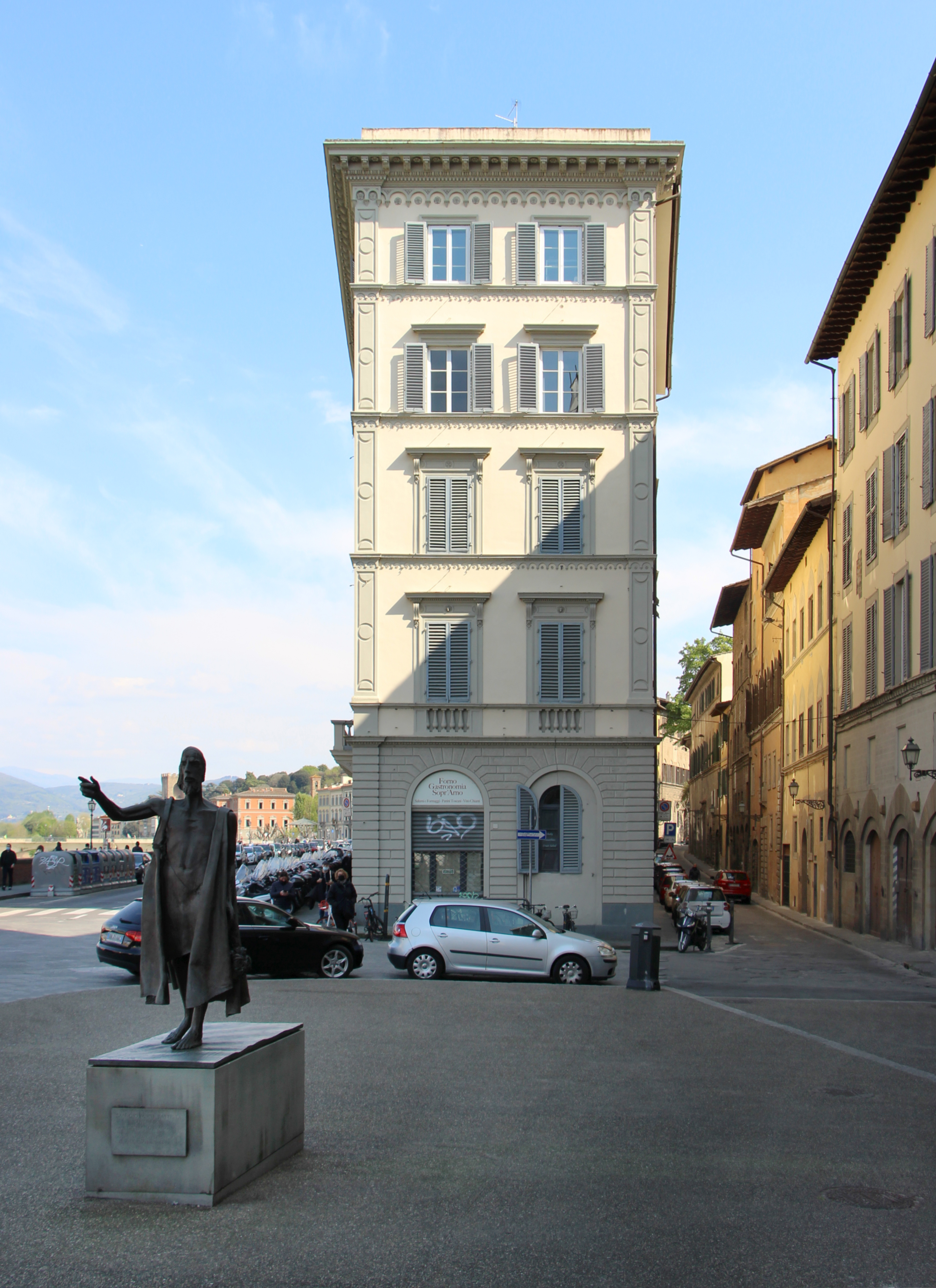
Lo slargo col lungarno Torrigiani

Alla confluenza del lungarno Torrigiani si trova uno slargo a pianta triangolare definito dal confluire in questa zona della via de' Bardi, che quindi prosegue verso Ponte Vecchio. Qui è collocata una statua in bronzo alta col pidistallo circa due metri raffigurante San Giovanni Battista (patrono di Firenze), opera della scultore Giuliano Vangi del 1996, donata alla città dalla Società di San Giovanni Battista con il contributo dell'Ente Cassa di Risparmio di Firenze al termine della mostra dell'artista al Forte Belvedere (1995), con l'occasione dei 200 anni della banca. 
Era stata pensata originariamente dall'artista per essere collocata alla testa di ponte Vecchio, a ricordo della statua del dio Marte portata via dall'alluvione del 1333 e citata da Dante quando ricordò come i Fiorentini avevano preferito al dio della guerra Giovanni Battista, scatenando le ire dell'antico nume che gli avrebbe maledetti condannandoli alle eterne discordie (alla "trista" arte della guerra) (Inf. XIII, 130-151). 
In un primo tempo fu invece scelta come collocazione della statua la piazza dei Cavalleggeri, sebbene trovò posto provvisoriamente nello stesso 1996 in via Magliabechi, a destra della facciata della chiesa di Santa Croce, dove tuttavia venne più volte scambiata per un San Francesco, vuoi per la vicinanza alla basilica francescana di Santa Croce. Fu infine spostata nello slargo del lungarno nel dicembre 2000, da dove venne rimossa nel 2008 per un intervento di manutenzione condotto dallo stesso Vangi, e al termine del lavoro avrebbe dovuto essere, secondo il desiderio espresso dallo stesso artista, sistemata nel piazzale antistante la basilica di San Miniato al Monte. In realtà venne poi qui ricollocata nell'agosto del 2009, con una modifica al basamento per alzare ulteriormente la figura rispetto al piano di calpestio. 
Il san Giovanni Battista, ritratto nel momento della predica nel deserto, è vestito solo di una pelle, ed ha la faccia scarnificata tipica delle figure stilizzate dell'artista; altri dettagli invece, come le mani, i piedi, il corpo che posteriormente si intravede sotto la pelle animale, o il vello della pelle stessa, sono trattati con estremo realismo.

### Lapidi
Sulla casa Villoresi al 14 si trova una lapide dedicata a Nello Niccoli fu deliberata il 17 ottobre 1978:
| "IN QUESTA CASA VISSE GLI ULTIMI ANNI DELLA SUA VITA NELLO NICCOLI ____1890 - 1977 CHE NEL "CIRCOLO DI CULTURA" NEL "NON MOLLARE" E INFINE NEL PARTITO D'AZIONE TENNE FEDE AGLI IDEALI DI GIUSTIZIA E LIBERTÀ. VALOROSO UFFICIALE NELLE DUE GUERRE, GUIDÒ NELL'AGOSTO 1944-LA VITTORIOSA BATTAGLIA PER LA LIBERAZIONE DI FIRENZE. LA CITTADINANZA RICONOSCENTE" |

Al 16 se ne trova una dedicata a Francesco Redi e deliberata il 18 ottobre 1956:
| IN QUESTA CASA DIMORÒ DAL 1672 FRANCESCO REDI MEDICO NATURALISTA E POETA INSIGNE 1626 - 1698 IN OCCASIONE DELL'VIII CONGRESSO INTERNAZIONALE DI STORIA DELLA SCIENZA |

Allo stesso numero, più recente (2020), un'altra lapide ricorda Salvatore Battaglia: 
| QUI VISSE E MORÌ SALVATORE BATTAGLIA FONDATORE DELLA SOCIETA' DEMOCRATICA INTERNAZIONALE AVVOCATO E ANIMATORE DELLA VITA POLITICA ITALIANA 1843 - 1900 IL COMUNE E LA FAMIGLIA NEL 120° ANNIVERSARIO DELLA MORTE |

Sulla facciata di Santa Lucia de' Magnoli si trova una lapide dei Signori Otto datata 8 agosto 1646:
| LI SS. OTTO PROIBISCONO QVALSIV.A GIOCO VICINO ALLA CHIESA DI S.LUCIA A CENTO BRACCIA P VGNI VERSO SOT= TO PENA DI SCVDI2 E LA CATtU= COME SI VEDE P PART°:8 AGOSTO 1646 |

La trascrizione in italiano corrente è: «I Signori Otto proibiscono qualsivoglia gioco vicino alla chiesa di Santa Lucia per cento braccia (circa 500/600 metri) in ogni verso, sotto la pena di 2 scudi e la cattura, come si vede nel partito (ossia nella deliberazione) dell'8 agosto 1646».
Davanti alla chiesa si trova il tabernacolo di san Francesco, con questa lapide:
| QUI GIUNSE NEL 1211 PER LA PRIMA VOLTA A FIRENZE SAN FRANCESCO D'ASSISI |

Poco più avanti si trova la lapide del 1565 posta da Cosimo I de' Medici dopo la rovinosa frana del 1547:
| HVIVS MONTIS ÆDES SOLI VITIO TER COLLAPSAS NE QVIS DENVO RESTITVERET COSMVS MED · FLORENTIN · AC SENENS · DVX · II · VETVIT · OCTOBRI · M · D · LXV · |

La traduzione è: «Cosimo dei Medici, secondo duca di Firenze e Siena, nell'ottobre 1565 proibì che fosse riedificata la casa crollata tre volte per l'instabilità del terreno di questo monte».
Su palazzo Canigiani, presso l'ingresso principale al 28, una lapide ricorda l'abitazione dello storico dell'arte britannico John Pope-Hennessy:
| QUI IN PALAZZO CANIGIANI VISSE E MORÌ SIR JOHN POPE-HENNESY 1913 - 1994 STORICO D'ARTE INGLESE CITTADINO ONORARIO DI FIRENZE |

Su palazzo Capponi si trova un'antica lapide relativa alla vendita del vino, presso una buchetta:
| CANTINA CAPPONI |

Sempre su una buchetta del vino, al 31, si trova una lapide che ne ricorda gli orari d'apertura:
| CANTINA ᶲ _STA APERTA DALLE 9 ALLE 3_ ᶲ |

Sul piedistallo del San Giovanni Battista di Giuliano Vangi si legge:
| SAN GIOVANNI BATTISTA OPERA DI GIULIANO VANGI DONATA ALLA CITTÀ DALL'ENTE CASSA DI RISPARMIO DI FIRENZE 1796 - 1996 |

### Tabernacoli

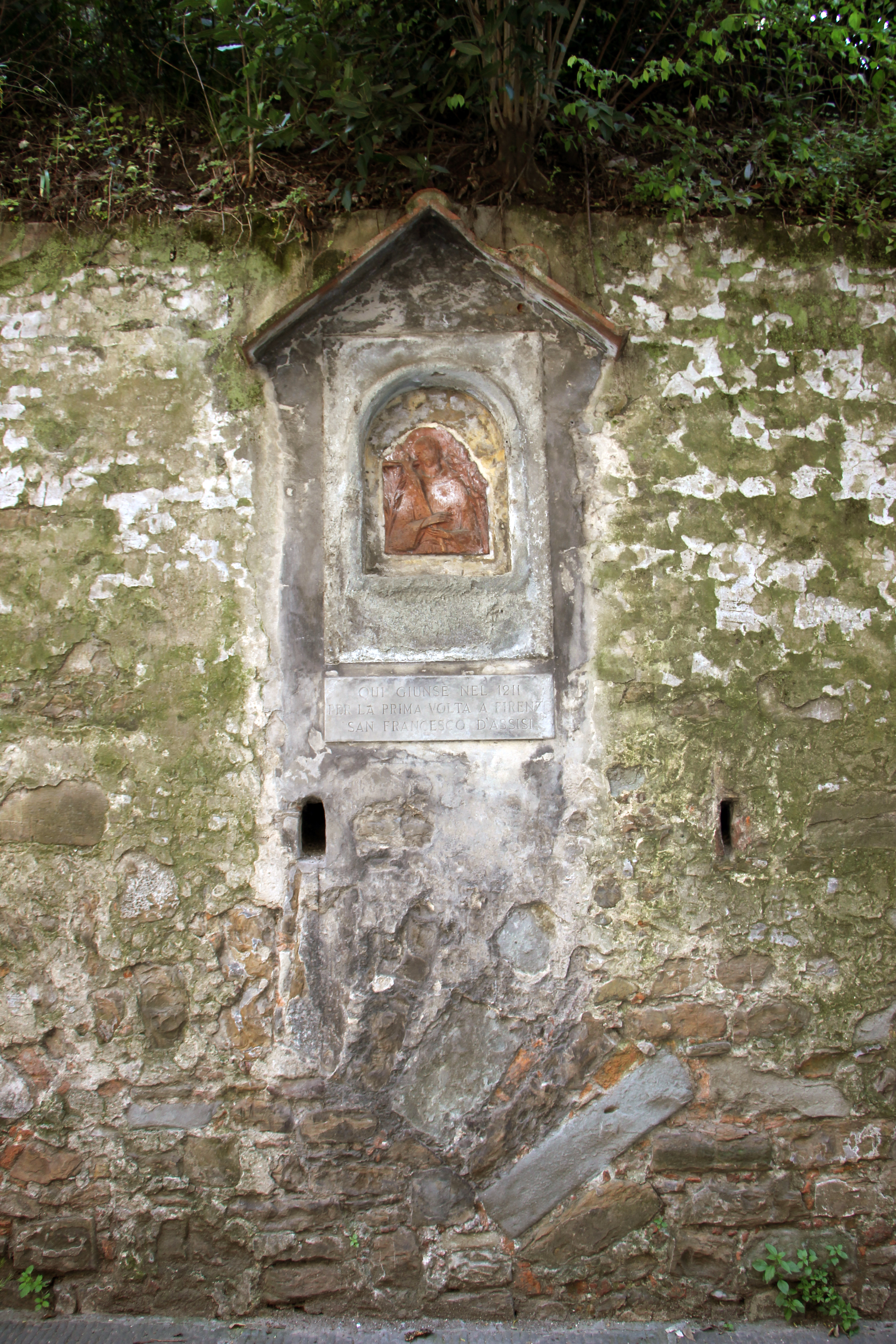
Tabernacolo che ricorda San Francesco d'Assisi

Come già accennato, nel muro antistante quelle che fu l'ospedale di Santa Lucia si trova un tabernacolo con la lapide che ricorda la prima venuta di san Francesco a Firenze nel 1211, quando questa era una delle zone più povere della città, chiamata borgo "pitiglioso". Il santo veniva da Arezzo, e alcune fonti ricordano come invece soggiornò in un ospizio su questo lato della strada, detto "ospizio Pitiglioso", che franò poi in uno degli smottamenti della collina antistante. 
Si tratta di una semplice edicola con una rientranza centinata in cui si trova un busto in terracotta del santo, opera di Francesco Prosperi, artista non a caso assisiate. Il tabernacolo venne posto dal Comitato per l'Estetica Cittadina presieduto da Piero Bargellini nel 1966.

## Bibliografia

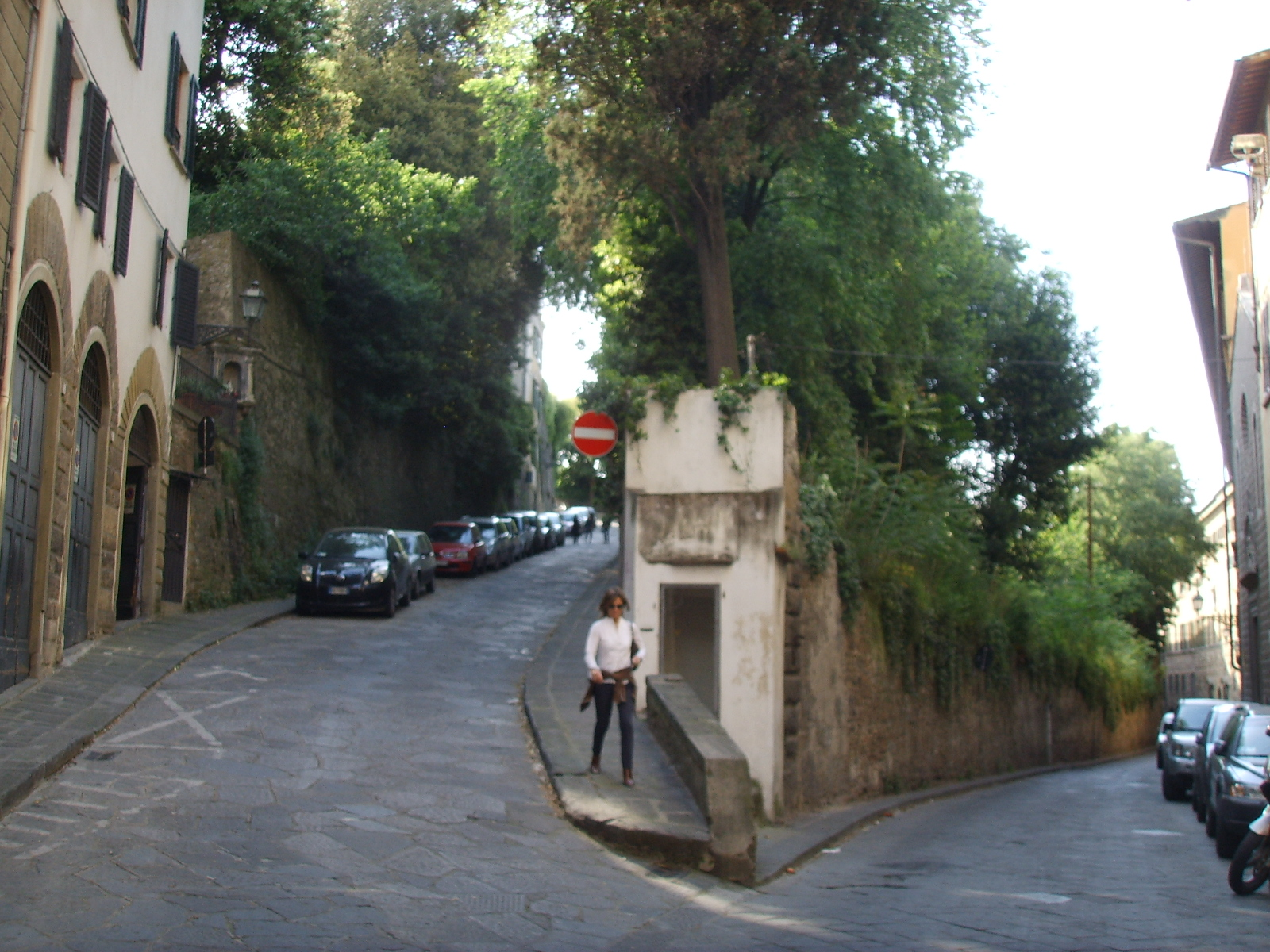
Il bivio con la costa Scarpuccia, zona un tempo franosa detta delle "rovinate"